# Сан-Мануэл
Сан-Мануэл (порт. São Manuel) — муниципалитет в Бразилии, входит в штат Сан-Паулу. Составная часть мезорегиона Бауру. Входит в экономико-статистический микрорегион Ботукату. Население составляет 39 816 чел. на 2006 год. Занимает площадь 651,041 км². Плотность населения — 61,2 чел./км².

## История
Город основан в 17/06/ 1870 году.

## Статистика
- Валовой внутренний продукт на 2003 составляет 409.866.622,00 реалов (данные: Бразильский институт географии и статистики).
- Валовой внутренний продукт на душу населения на 2003 составляет 10.697,01 реалов (данные: Бразильский институт географии и статистики).
- Индекс развития человеческого потенциала на 2000 составляет 0,809 (данные: Программа развития ООН).

## География
Климат местности: субтропический. В соответствии с классификацией Кёппена, климат относится к категории Cfb.

## Галерея

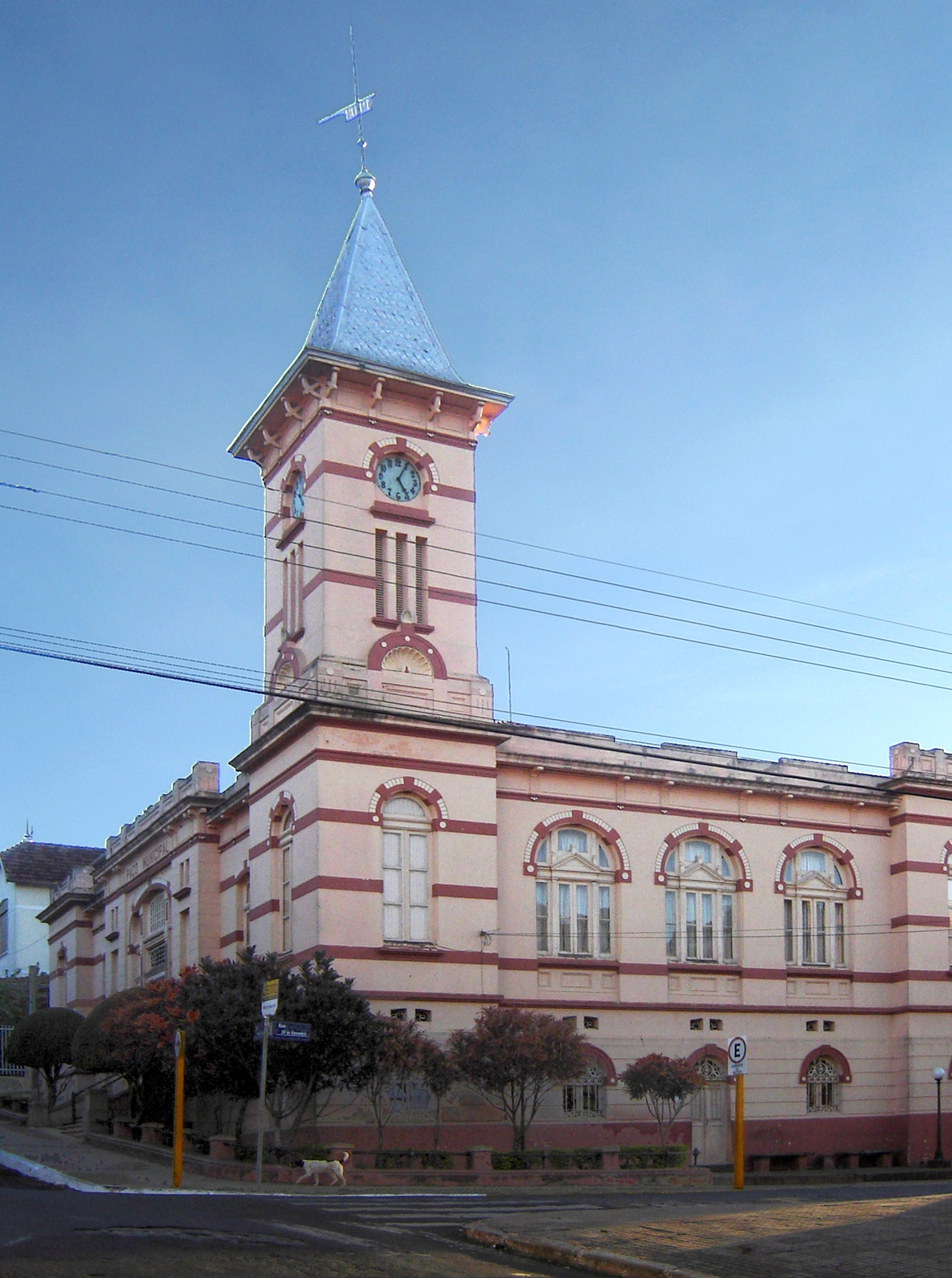
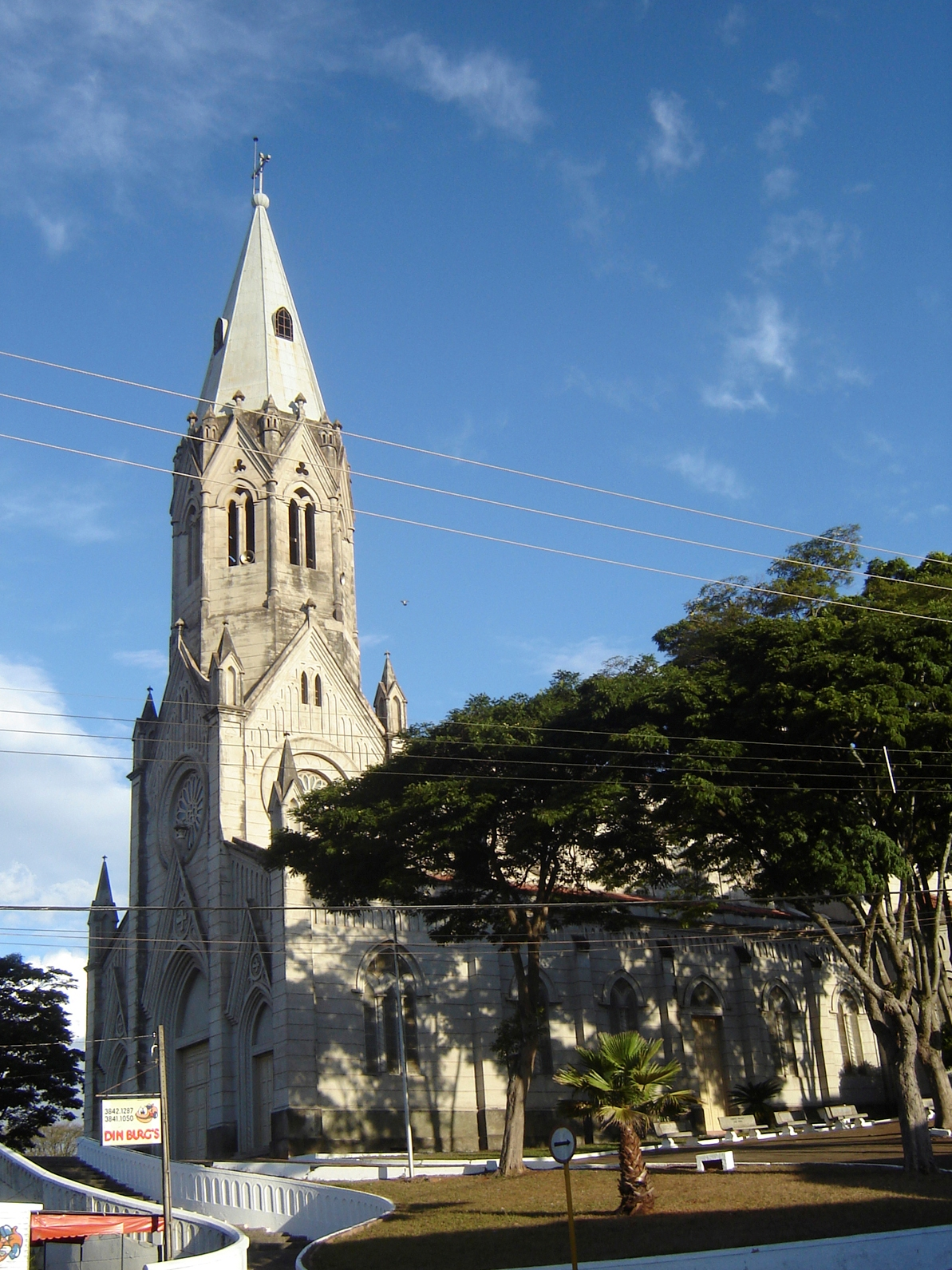
Собор
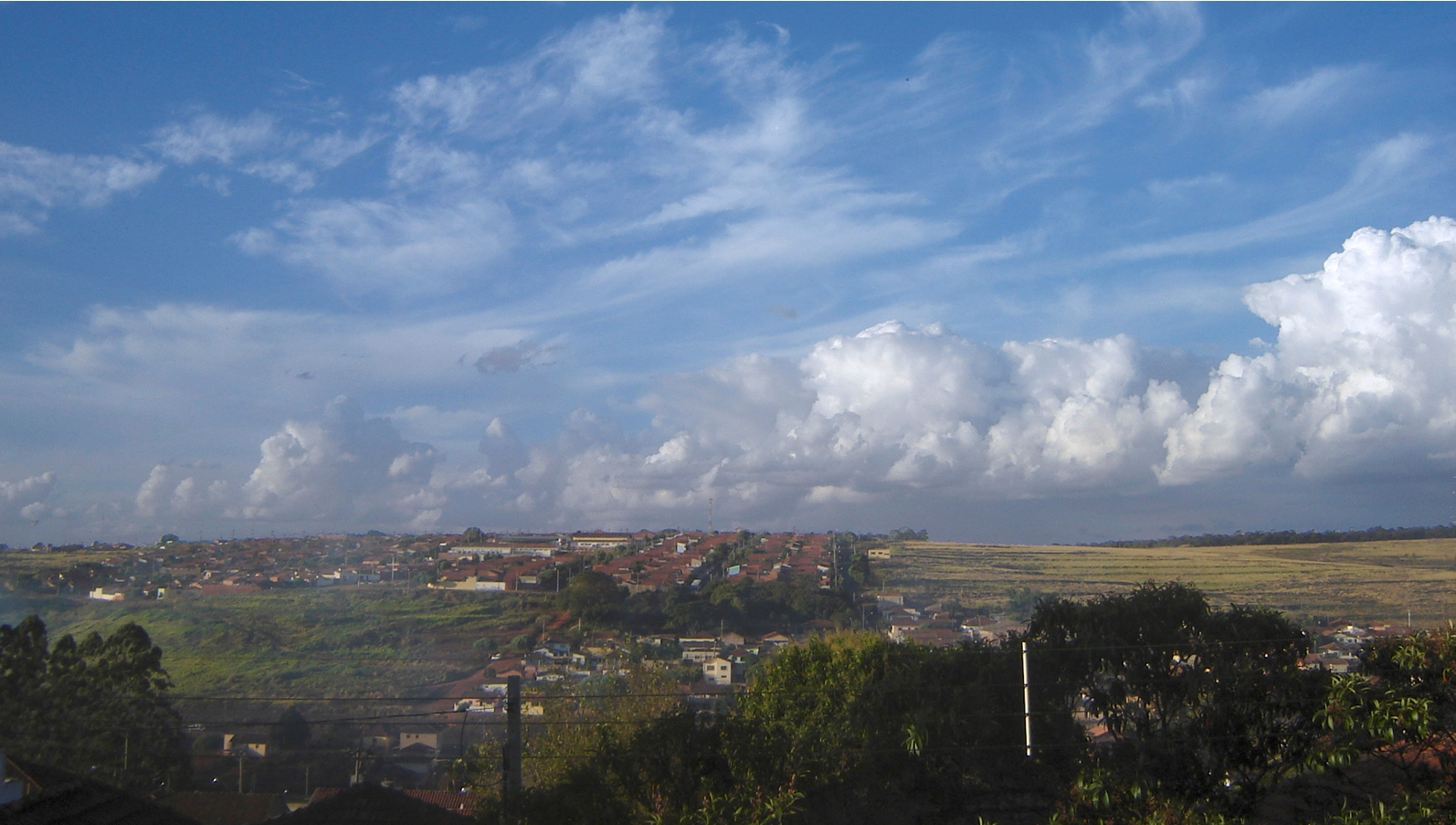
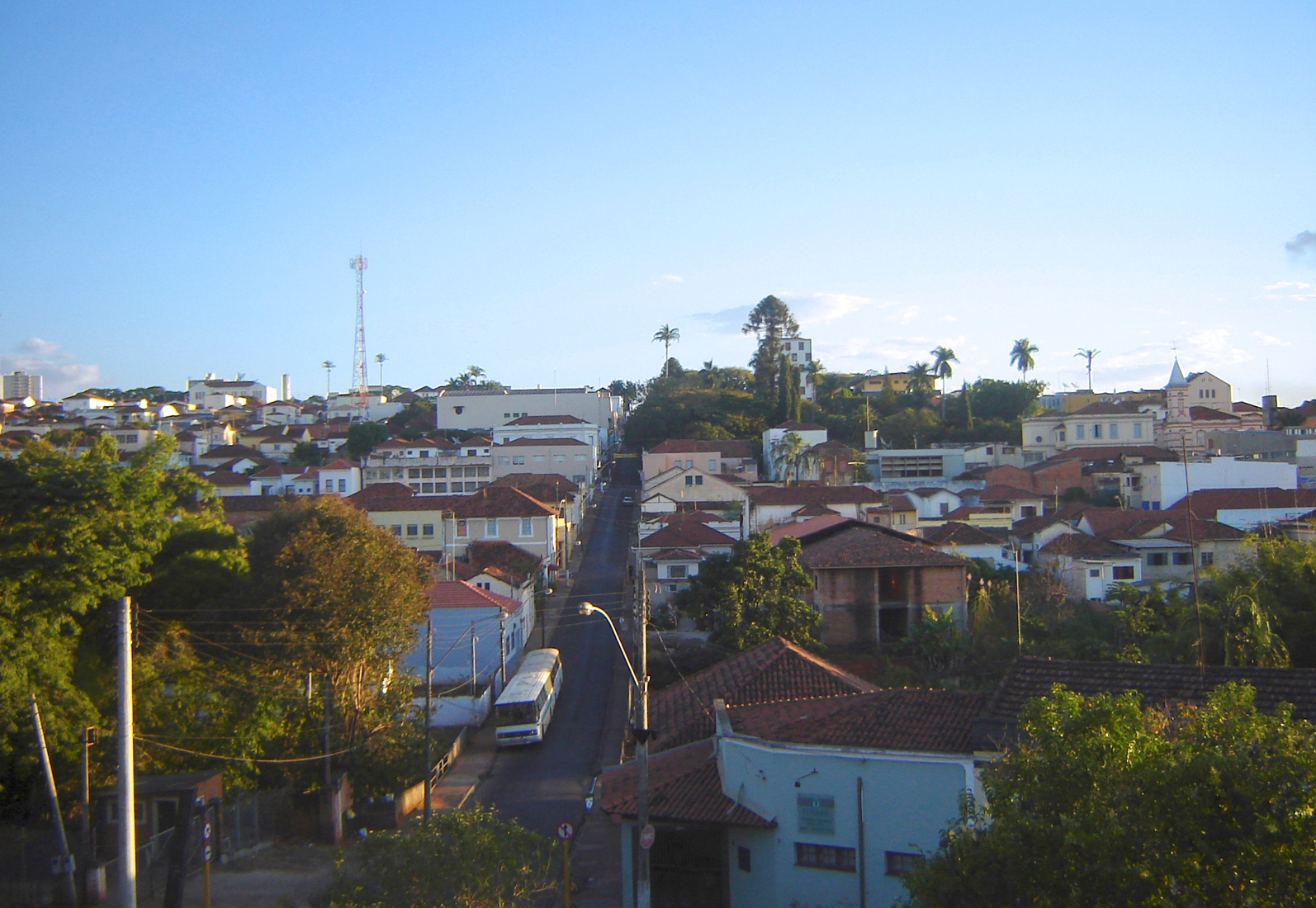